# Paweł Soroka
Paweł Soroka (ur. 3 września 1953 w Gnieźnie) – polski politolog, poeta i dziennikarz, profesor doktor habilitowany.

## Życiorys
W 1976 ukończył z wyróżnieniem studia z zakresu nauk politycznych na Uniwersytecie Warszawskim. Uczęszczał następnie na seminarium doktorskie u prof. Józefa Kukułki. Doktoryzował się w 1985 na macierzystej uczelni, na podstawie pracy zatytułowanej Teorie podejmowania decyzji w amerykańskiej nauce o stosunkach międzynarodowych. Stopień naukowy doktora habilitowanego uzyskał w 2008 na UW, w oparciu o rozprawę Strategia bezpieczeństwa zewnętrznego Polski. Proces formułowania. Postanowieniem z dnia 15 grudnia 2021 r. Prezydent RP nadał mu tytuł profesora nauk społecznych.
W 1991 podjął pracę w Warszawskiej Szkole Zarządzania, przekształconej następnie w Warszawską Szkołę Zarządzania – Szkołę Wyższą. W 1993 objął stanowisko adiunkta, natomiast w latach 1999–2004 był prodziekanem Wydziału Zarządzania. Na uczelni tej objął później stanowisko profesora nadzwyczajnego, a od listopada 2017 r. do października 2020 r. był w niej  dziekanem. Od 2008 do 2010 pracował w Wyższej Szkole Ekonomii i Prawa im. prof. Edwarda Lipińskiego w Kielcach. W październiku 2010 został zatrudniony na stanowisku profesora nadzwyczajnego na Uniwersytecie Humanistyczno-Przyrodniczym Jana Kochanowskiego w Kielcach, przekształconym następnie w Uniwersytet Jana Kochanowskiego. Związany był z Instytutem Stosunków Międzynarodowych i Polityk Publicznych na Wydziale Prawa i Nauk Społecznych, gdzie m.in. był kierownikiem Zakładu Bezpieczeństwa Narodowego. W październiku 2023 r. przeszedł na emeryturę, jednak nadal prowadzi wykłady w Warszawskiej Szkole Zarządzania-Szkole Wyższej. 
W 1981 został zastępcą redaktora naczelnego dwutygodnika „Twórczość Robotników”. W latach 80. był członkiem Narodowej Rady Kultury. Po zmianach ustrojowych pełnił funkcję sekretarza Klubu Menedżerów i Pracowników na Rzecz Przekształceń Własnościowych. Od 1993 jest koordynatorem Polskiego Lobby Przemysłowego im. Eugeniusza Kwiatkowskiego. Jest współautorem opinii, stanowisk i ekspertyz dotyczących polityki przemysłowej, przekształceń własnościowych i restrukturyzacji strategicznych branż polskiej gospodarki, publikowanych w rocznikach PLP. W sierpniu 2024 roku zaangażował się w koordynowanie strategicznego Projektu Budowy Centralnego Okręgu Przemysłowego 2-COP 2 (www.cop2.pl). Ponadto został powołany w skład Krajowej Rady Lotnictwa (2003), natomiast w 2012 został członkiem Rady Budowy Okrętów. Jest także członkiem rady naukowej Polskiego Towarzystwa Geopolitycznego. Społecznie pełni również funkcję redaktora naczelnego czasopisma społeczno-kulturalnego „Własnym Głosem”.
Był członkiem Stowarzyszenia Euro-Atlantyckiego.
Opublikował pięć tomików  wierszy i dwa arkusze poetyckie. Jego twórczość znalazła się również w kilkunastu antologiach i almanachach oraz na łamach kilkudziesięciu czasopism. W 2000 przyjęty został do Związku Literatów Polskich. Ponadto opublikował ponad 300 artykułów i tekstów publicystycznych w gazetach i czasopismach ogólnopolskich i krajowych. W 1991 został członkiem Stowarzyszenia Dziennikarzy Rzeczypospolitej Polskiej.

## Odznaczenia i wyróżnienia[potrzebnyprzypis]
- Srebrny Krzyż Zasługi (2009)
- Brązowy Krzyż Zasługi (2002)
- Złoty Medal za Długoletnią Służbę nr leg. 236-2021-28 (2021)
- Brązowy Medal „Za zasługi dla obronności kraju” (1984)
- Srebrny Medal „Za zasługi dla obronności kraju” (1988)
- Złoty Medal „Za zasługi dla obronności kraju” (1994)
- Brązowy medal „Zasłużony Kulturze Gloria Artis” (2008)[3]
- Srebrny medal „Zasłużony Kulturze Gloria Artis” (2020)[3]
- Brązowy Medal Zasłużony dla Nauki Polskiej „Sapientia et Veritas” (2023)[4][5]
- Odznaka honorowa „Zasłużony dla Kultury Polskiej” (2005)
- Nagroda Gnieźnieńskiej Kapituły Orła Białego za rok 2021[6] (2022)[7]

## Wybrane publikacje
- Teorie podejmowania decyzji w amerykańskiej nauce o stosunkach międzynarodowych, Warszawa 1987.
- Propozycje dla Polski. Rządzenie strategiczne, red. nauk. P. Soroka, Warszawa 2001.
- Efektywność przedsięwzięć publicznych i rozwój gospodarczy, red. nauk. P. Soroka, Warszawa 2004
- P. Soroka, Strategia bezpieczeństwa zewnętrznego Polski. Proces formułowania, Oficyna Wydawniczo-Poligraficzna „Adam”, Warszawa 2006.
- Perspektywy społecznej gospodarki rynkowej w Polsce, red. nauk. P. Soroka, Warszawa 2008.
- S. Dymek, P. Soroka, W kręgu Jakuba Wojciechowskiego. Historia i dokonania ruchu społeczno-kulturalnego RSTK. Sylwetki twórców i animatorów, Seria wydawnicza Warszawskiego Robotniczego Stowarzyszenia Twórców Kultury, wydanie I, Warszawa 2010 (stron 186), ISBN 978-83-62769-20-9.
- Uwarunkowania i konsekwencje profesjonalizacji Sił Zbrojnych RP, pod red. P. Soroki, Kielce 2010.
- Tradycje, stan i perspektywy polskiego przemysłu zbrojeniowego. Ze szczególnym uwzględnieniem dawnego Centralnego Okręgu Przemysłowego, pod red. P. Soroki, Kielce 2011.
- Modernizacja Wojsk Lądowych impulsem rozwojowym dla polskiej gospodarki, red. nauk. P. Soroka, Warszawa 2011.
- Kryzysy gospodarcze i polityczne a ewolucja systemów politycznych, red. nauk. P. Soroka, Kielce 2013.
- System obrony powietrznej Polski, red. nauk. K. Czupryński, A. Glen, P. Soroka, Warszawa 2013.
- Jak powstawały i jak upadały zakłady przemysłowe w Polsce. Losy po 1989 roku zakładów zbudowanych w PRL-u, A. Karpiński, S. Paradysz, P. Soroka, W. Żółtkowski, Warszawa 2013.
- Szanse i zagrożenia wynikające z otwarcia europejskiego rynku uzbrojenia dla polskich przedsiębiorstw obronnych, red. A. Cyran, P. Soroka, Kielce 2014.
- .Modernizacja połączonych Rodzajów Sił Zbrojnych RP w nowych uwarunkowaniach geopolitycznych, red. K. Czupryński, P. Soroka, Warszawa 2014.
- Od uprzemysłowienia w PRL do deindustrializacji kraju, A. Karpiński, S. Paradysz, P. Soroka, W. Żółtkowski, Warszawa 2015, ISBN 978-83-287-0186-1.
- Bezpieczeństwo energetyczne: między teorią a praktyką, Dom Wydawniczy ELIPSA, Warszawa 2015, ISBN 978-83-8017-060-5.
- J. Gacek, M. Karwalski, P. Soroka, R. Wożniak (red. naukowa i wstęp), Odtworzenie Wojsk Rakietowych w świetle modernizacji Sił Zbrojnych Rzeczypospolitej Polskiej z udziałem polskiego przemysłu obronnego i jego zaplecza badawczo-rozwojowego, Wojskowa Akademia Techniczna, Warszawa 2015, ISBN 978-83-7938-088-6.
- Konsolidacja polskiego przemysłu obronnego w warunkach konkurencyjnego europejskiego rynku uzbrojenia, P. Soroka, A. Zagórska (red.), Wydawnictwo Uniwersytetu Jana Kochanowskiego, Kielce 2016, ISBN 978-83-7133-665-2.
- P. Soroka (redakcja), autorzy: I. Gębski, M. Ostafijczuk, K. Rafalik, P. Soroka, Dwie ukryte tragedie w cieniu atomowej apokalipsy, Dom Wydawniczy ELIPSA, Warszawa 2016, ISBN 978-83-8017-113-8.
- P. Soroka, K. Wątorek, A. Zagórska (redakcja naukowa i wstęp), Międzynarodowa współpraca gospodarczo-obronna, Dom Wydawniczy ELIPSA, Warszawa 2017, ISBN 978-83-8017-160-2
- P. Soroka, K. Wątorek, A. Zagórska (redakcja naukowa i wstęp), Udział zaplecza badawczo-rozwojowego przemysłu obronnego w rozwoju i modernizacji uzbrojenia, Dom Wydawniczy ELIPSA, Warszawa 2018, ISBN 978-83-8017-206-7.
- P. Soroka, R. Kołodziejczyk, A. Mitręga, K. Pająk, A. Skrabacz, Zarządzanie kryzysowe w województwie świętokrzyskim – aspekty teoretyczne i praktyczne, Dom Wydawniczy ELIPSA, Warszawa 2019, ISBN 978-83-8017-262-3.
- 35. P. Soroka, A. Zagórska, K. Wątorek (red. naukowa), Udział polskiego przemysłu obronnego i jego zaplecza badawczo-rozwojowego w realizacji programów modernizacji technicznej Sił Zbrojnych, Dom Wydawniczy ELIPSA, Warszawa 2019, ISBN 978-83-8017-266-1.
- P. Soroka, K. Wątorek, A. Zagórska, Przemysł obronny głównym podmiotem polityki gospodarczo-obronnej Polski, Dom Wydawniczy ELIPSA, Warszawa 2020, ISBN 978-83-8017-320-0.
- P. Soroka, A. Skrabacz, P. Wilczyński, K. Golczak, R. Kołodziejczyk, K. Pająk, A. Mitręga, Raport zawierający  diagnozę i prognozę globalnego kryzysu finansowo-gospodarczego zdeterminowanego przez pandemię koronawirusa w obszarze gospodarczym, społecznym, politycznym i geopolitycznym, Dom Wydawniczy ELIPSA, Warszawa 2021, ISBN 978-83-8017-375-0
- P. Soroka, K. Rawska, A. Zagórska (redakcja naukowa), Konsekwencje pandemii koronawirusa dla przemysłu obronnego, Dom Wydawniczy ELIPSA, Warszawa 2022, ISBN 978-83-8017-460-3[8]
- E. Cieślak, J. Maj, K. Pająk, D. Prokopowicz, A. Radomyski, P. Soroka, Piotr Śledź, Redakcja naukowa: Paweł Soroka i  Krzysztof Pająk, Wybrane aspekty rosyjskiej agresji na Ukrainę w obszarze politycznym, militarnym i gospodarczym, Dom Wydawniczy ELIPSA, Warszawa 2023, ISBN 978-83-8017-474-0[9]
- Andrzej Sęk, Paweł Soroka, Julian Maj, Roman Stawicki, Ireneusz Żuchowski ( redakcja naukowa), Ocena aktualnych aspektów przebiegu wojny na Ukrainie oraz możliwe scenariusze perspektywicznych działań operacyjnych w celu realizacji zasadniczych założeń polityczno-imperialnych Rosji, Grupa Wydawnicza FNCE, Poznań 2024, ISBN:978-83-68368-05-5.